# أبو عمر بن سعيد
أبو عمر بن سعيد (؟ - 1287) ابن أبو عثمان سعيد بن الحكم القرشي وهو آخر حكام جزيرة منورقة بين عامي (1282 - 1287).
في السنة الأولى من حكمه، توجه بيدرو الثالث ملك أراغون مع أسطوله إلى مدينة قسنطينة (شمال أفريقيا) وتم ايقافه في منورقة. وتبين أن حاكم قسنطينة خططت سرا مع بيدرو على اعتناق المسيحية وتسليم المدينة إلى تاج أراغون. وفقا لكرونيكا لرامون مونتانير،فإن أبو عمر اكتشف هذه المؤامرة عن طريق أرسل رسلا إلى شمال أفريقيا. وتم أعدم حاكم قسنطينة واحباط مخطط بيدرو للغزو المفاجئ.